# Haladaptatus
Genre
Espèces de rang inférieur
- Haladaptatus cibarius
- Haladaptatus litoreus
- Haladaptatus paucihalophilus

Haladaptatus est un genre d'archées halophiles de la famille des Halobacteriaceae.